# 意大利驻埃塞俄比亚大使馆
意大利共和国驻埃塞俄比亚联邦民主共和国大使馆（義大利語：Ambasciata d'Italia ad Addis Abeba），位于埃塞俄比亚亚的斯亚贝巴的意大利别墅内，是意大利在埃塞俄比亚的最高代表机构，兼辖对吉布提、南苏丹和东非政府间发展组织的外交事务。现任大使是2021年10月14日上任的阿戈斯蒂诺·帕莱塞（Agostino Palese）。
大使馆坐落于亚的斯亚贝巴市中心东北部的一座小山上，被一个占地面积14公顷的公园环绕。使馆的历史可以追溯到意大利于1897年在埃塞俄比亚设立的公使馆，1936年意大利军事占领埃塞俄比亚后成为总督的私人住所。1952年两国复交后，埃塞俄比亚政府在公使馆原址划出一部分土地作为意大利大使馆驻地。

## 历史
1897年，意大利王国在埃塞俄比亚帝国设立公使馆，是意大利在埃塞俄比亚的首个外交代表机构。1907年，埃塞俄比亚皇帝孟尼利克二世划给意大利40公顷的土地，意大利在1910年至1911年间在这块土地上建成公使馆并投入使用。1936年，意大利入侵埃塞俄比亚，将其并入，公使馆与其他意大利的领事馆一同被废除，其建筑则改造为总督阿梅迪奥王子及其家人的住所。
1941年，意大利在东非战役中失利，埃塞俄比亚被英国占领并军事托管，尔后接管使馆建筑的埃塞俄比亚皇室将其以“萨赫勒·塞拉西别墅”（Villa Sahle Selassie）的名义作为接待国宾的临时住所使用。1952年，意大利与埃塞俄比亚复交，埃塞俄比亚政府划出原公使馆40公顷土地中的14公顷土地供使馆使用。
1991年埃塞俄比亚内战接近尾声，在埃塞俄比亚人民民主共和国倒台前夕，时任代理总统特斯法耶·格布雷·基丹、总理海鲁·依梅努、外交部长伯哈努·巴耶和总参谋长亚的斯·德特拉四人躲进了意大利大使馆寻求政治避难。由于意大利原则上不引渡死刑犯，这些政治人物便在意大利使馆中生活。海鲁在进入大使馆不久后就自杀身亡，2004年特斯法耶在使馆中去世。2020年，埃塞俄比亚政府推翻了之前对他们的死刑判决，在使馆生活了将近30年的伯哈努·巴耶和亚的斯·德特拉两人走出了大使馆。

## 建筑
公使馆最初位于亚的斯亚贝巴市中心的一个东非式的圆形小屋内，后迁往大部分外国外交使馆所在的亚的斯亚莱姆。1907年埃塞俄比亚批给意大利40公顷的土地后，意大利驻埃公使朱塞佩·科利·迪·费利扎诺聘请建筑师卡洛·塞皮修建了新的公使馆，建成后的使馆被称作“意大利别墅”（Villa Italia），成为了世界上规模最大的意大利使馆建筑群。1925年又对使馆进行了翻修。意大利殖民时期，出于安全考虑的阿梅迪奥王子在使馆周围修建了围墙。
现在的意大利驻埃塞俄比亚大使馆包括迄1930年代初意大利建造的所有建筑物以及部分花园和周围的林区。两国复交后，意大利别墅就成为大使官邸、参赞官邸、武官官邸以及办公室、发展合作署和使馆雇员住所的所在地，大使馆还包括有服务大楼和车库。1960年代，大使馆建筑进行过翻修，2014年在意大利私人赞助商的支持下，大使馆又进行了进一步的大规模翻修。

## 下辖机构
意大利驻埃塞俄比亚大使馆下辖四个职能部门，分别是参赞办公室、双边关系和新闻办公室、经济商务办公室以及行政办公室；意大利的部分政府机关在大使馆开设有办公室，包括意大利发展合作署、意大利贸易局、意大利文化学院和国防武官办公室。大使馆还在兼辖國家吉布地、南蘇丹各设有一个名誉领事馆：
| 类型       | 位置     | 辖区   |
| ---------- | -------- | ------ |
| 名誉领事馆 | 吉布提市 |        |
| 名誉领事馆 | 朱巴     | 南蘇丹 |